# Shmarya Guttman

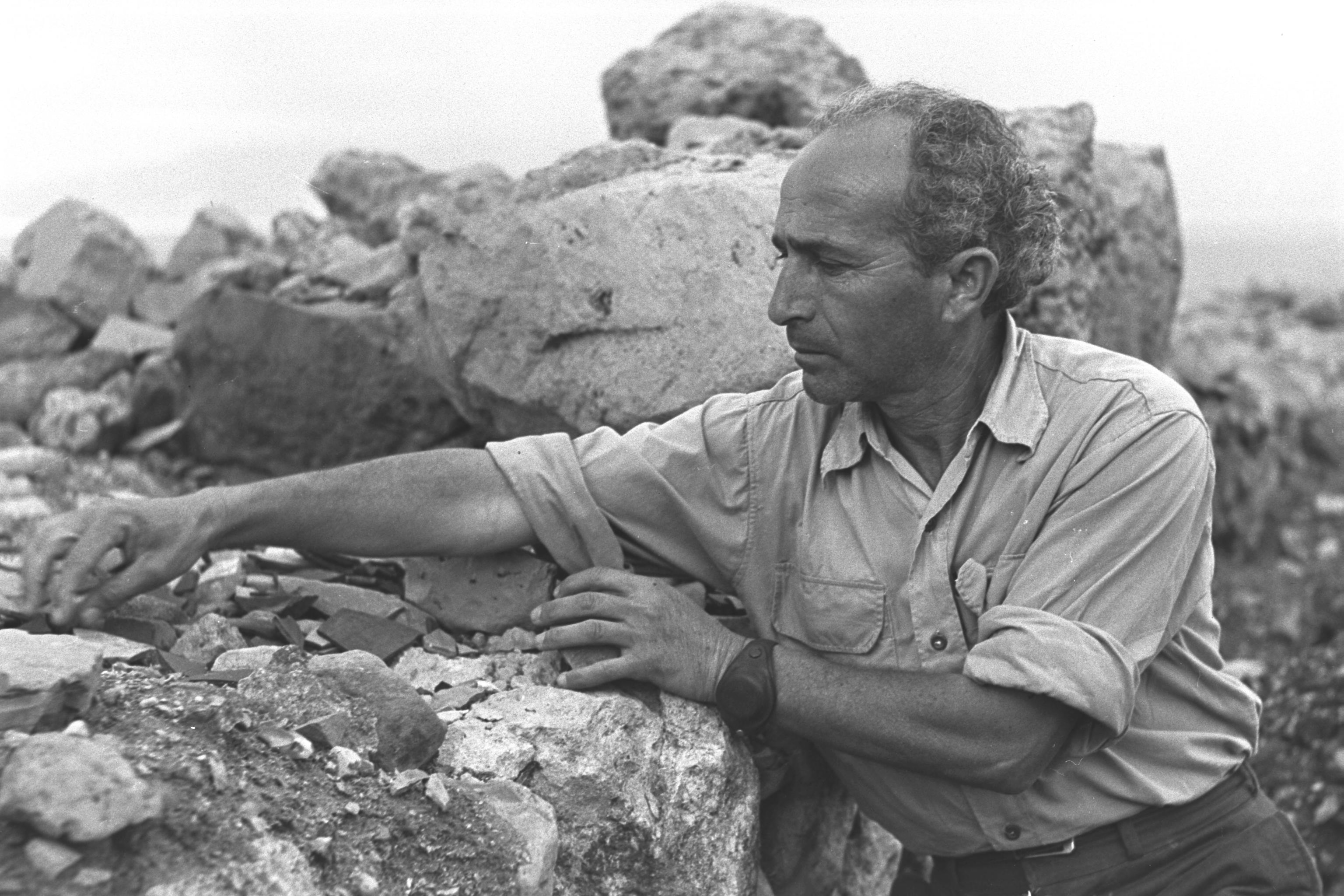
Shmarya Guttman

Shmarya Guttman (em hebraico:  שמריה גוטמן) 1909-1996, foi um arqueólogo israelense.

## Primeiros anos
Shmarya Guttman nasceu na Escócia. Seus pais eram imigrantes russos. A família imigrou para a Palestina quando ele tinha três anos. Aos 17 anos, mudou-se para o Kibutz Na'an, onde trabalhou como agricultor.

## Carreira
Na década de 1930, ele serviu como emissário para as comunidades judaicas na Europa Oriental. Antes do estabelecimento do Estado de Israel em 1948, ele chefiou uma unidade de inteligência da Haganá. Mais tarde, ele se envolveu em negociações diplomáticas e participou de operações para levar judeus iraquianos a Israel.

## Carreira em arqueologia
Nas décadas de 1960 e 1970, Guttman estava no time que escavou Masada, que escalou com dois amigos em 1932.

Guttman iniciou e dirigiu as escavações em Gamla.